# Achelia orpax
Achelia orpax là một loài nhện biển trong họ Ammotheidae. Loài này thuộc chi Achelia. Achelia orpax được miêu tả khoa học năm 1983 bởi Nakamura & Child.